# O wolności chrześcijańskiej

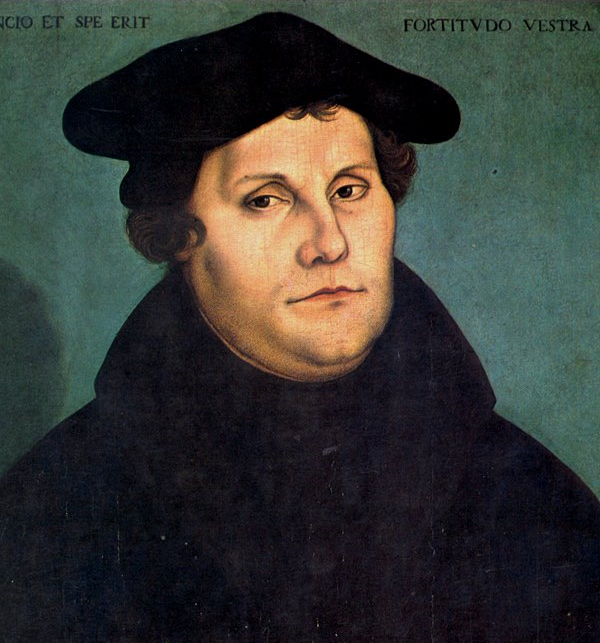
Marcin Luter

O wolności chrześcijańskiej (łac. De libertate christiana) – traktat teologiczny Marcina Lutra z 1520 roku.
Luter wyraża w swym dziele pogląd, że człowiek usprawiedliwiony przez Boga nie podlega już dłużej niewoli Prawa; jednocześnie wiara sprawia, że staje się sługą Boga i bliźnich.

## Treść dzieła
Na początku Luter stawia dwie pozornie sprzeczne tezy:
1. Chrześcijanin jest całkowicie wolnym panem wszystkich rzeczy, nikomu nie podległym.

2. Chrześcijanin jest najuleglejszym sługą wszystkich rzeczy i wszystkim podległy.
Podstawą do takiego twierdzenia jest dla Lutra fragment 1. Listu do Koryntian (9,19): "Tak więc będąc wolny wobec wszystkich, samego siebie uczyniłem niewolnikiem wszystkich".
Luter uważa, że Pismo Święte składa się zasadniczo z dwóch części: przykazań i obietnicy. Pierwsza ma na celu uświadomienie człowiekowi jego grzeszności; człowiek bowiem, będąc z natury złym, nie może spełnić wszystkich przykazań. Człowiek starający się osiągnąć zbawienie na podstawie Prawa staje się jego niewolnikiem, a im bardziej jest gorliwy w jego przestrzeganiu, tym bardziej druzgocąca jest dla niego świadomość własnej słabości. Druga część niesie z sobą rozwiązanie: usprawiedliwienie z łaski przez wiarę, które wyzwala człowieka. Jednak usprawiedliwiony człowiek popada niejako w nową niewolę, lecz zupełnie innego rodzaju: staje się niewolnikiem miłości, a za jej sprawą sługą Boga i bliźniego; niemożliwe jest bowiem dla Lutra, by człowiek świadomy wartości Bożej łaski, nie stał się Bogu całkowicie posłusznym.
Stojąc na straży zasad sola gratia i sola fide Luter uważa, że uczynki nie dają zbawienia – człowiek nie staje się dobry przez dobre uczynki, lecz dobro przemienionego przez łaskę człowieka jest źródłem dobrych uczynków. Zauważa też konieczność praktyk pokutnych, postów i sprawowania dobrych uczynków dla umartwiania ciała, które stanowi przeszkodę dla uzyskania przez człowieka wewnętrznego (duchowego) prawdziwej wolności. Wyraża też pogląd, że sprawowanie niektórych uczynków jest potrzebne dla unikania zgorszenia u słabiej umocnionych w wierze, choć same w sobie nie są one konieczne.
Za jeden w przejawów wolności chrześcijańskiej Luter uważa powszechne kapłaństwo wszystkich wierzących.